# 음력 1월
음력 1월(陰曆一月) 또는 정월(正月), 추월(陬月)은 음력에서 첫 번째 달이다. 간혹 '양춘'(陽春)으로도 불린다.
이 달에는 중기인 우수와 절기인 입춘 혹은 경칩이 들어 있으며, 음력 1월 30일이 없는 해도 있다.
월건은 인(寅)이다.

## 1월이윤달인 해
- 2262년 (양력 2262년 2월 20일 ~ 3월 20일, 29일간)

## 기념일, 연중행사
- 음력 1월 1일 - 설
- 음력 1월 15일 - 정월 대보름

## 사건
- 1968년 음력 1월 1일 - 베트콩이 남베트남을 상대로 구정공세를 시작하다.

## 제주도의 정월
한편  신구간(新舊間)은  제주도 민속에서, 대한 후 5일에서 입춘 전 3일까지의 약 일주일을 이르는 말로 이 기간에는 이사나 집수리를 비롯하여 행사를 치러도 큰 탈이 없다고 한다.

## 일본의 정월
일본에서의 정월은 오오쇼가츠(일본어: 大正月 오쇼가츠[*])음력 1월 1일부터 음력 1월 7일까지를 이른다. 또한, 일본의 새해인 양력 1월 1일부터 1월 3일까지는 일본의 최대 명절로써 오쇼가츠(お正月)라 부른다.

## 속담
- 대한(大寒) 끝에 양춘(陽春)있다.

## 같이 보기
- 음력 360일